# Piława Górna
Piława Górna (v letech 1743–1945 Gnadenfrei, před rokem 1742 Ober-Peilau) je město v okrese Dzierżoniów, v Dolnoslezském vojvodství, v podhůří Sovích hor. Leží severozápadně 18 km od Ząbkowice Śląskie (německy Frankenstein) nebo 30 km od Ziębice (německy Münsterberg) v Polsku.

## Historie
První písemná zmínka o zdejším osídlení pochází z 12. století pod latinským názvem Pilava Superius. Jednalo se o vesnici na území ovládaném polskou dynastií slezských Piastovců. Později se toto místo stalo součástí habsburské monarchie a po první slezské válce v roce 1742 připadlo pruskému Slezsku.

### Kolonie Gnadenfrei (1742–1945)

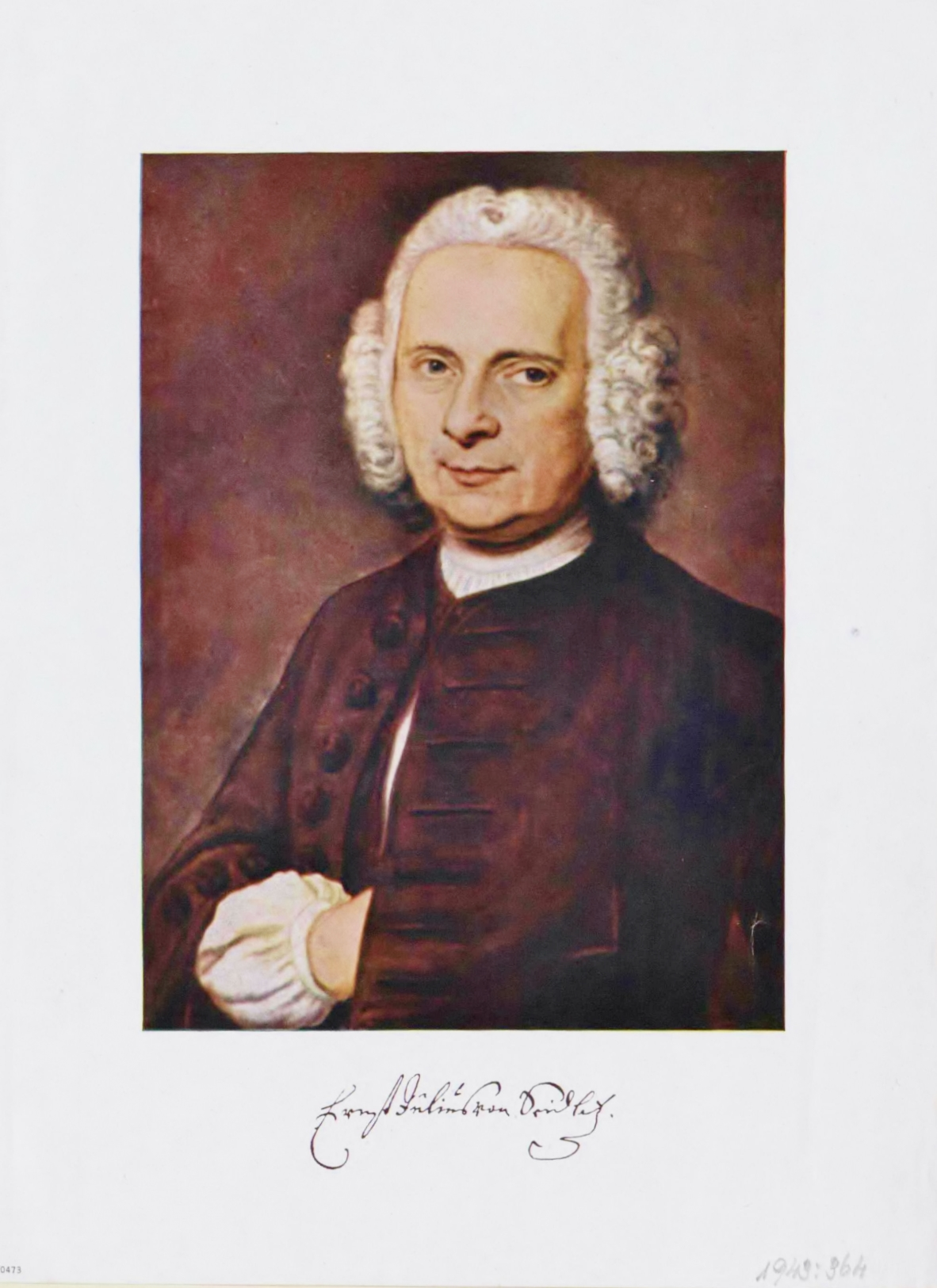
Ernst Julius von Seidlitz

V roce 1742 byl pruskými vojsky vysvobozen z vězení pietista Ernst Julius von Seidlitz (z rodu Žejdliců / von Seydlitz), šlechtic, který byl v žaláři od roku 1739 za to, že přes veškeré zákazy (mandáty) císaře Karla VI. konal na svém statku v Ober-Peilau náboženská shromáždění pro širokou veřejnost podle herrnhutského (ochranovského) vzoru. Po změně zeměpánů tento šlechtic založil na pozemcích svého statku dne 13. ledna 1743 bratrskou kolonii, kterou pojmenoval na památku svého osvobození Gnadenfrei, tj. v překladu: „Osvobozen z Boží milosti“.
Ve Slezsku bylo povolení pruského krále k zakládání těchto sborů podmíněno tím, že moravští bratři nebudou agitovat v jiných evangelicky orientovných církvích. To však nezabránilo českým exulantům z reformovaných evangelických sborů z Husince či Friedrichova Hradce, aby bratrský sbor nenavštěvovali a neodnášeli si překlady jejich kázání.
Po první slezské válce (v roce 1743) začali němečtí osadníci v obci zakládat textilní fabriky. Jedné z místních manufaktur dodávali doma upředenou přízi i obyvatelé z blízkého Husince. 

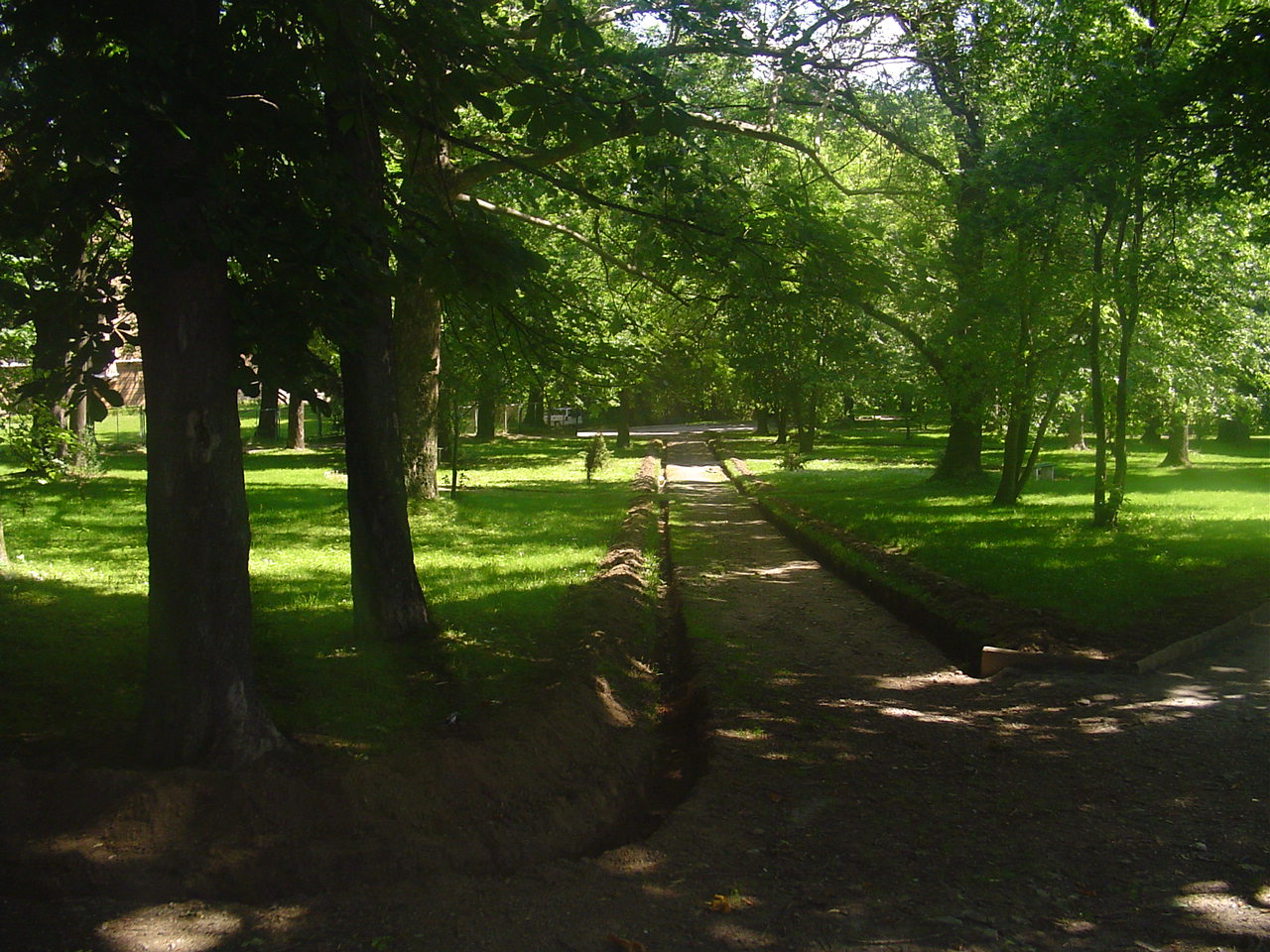
Boží pole –bez náhrobků Moravanů

Moravští bratři z Gnadenfrei byli prokazatelně v kontaktu s ostatními sbory v Ochranově (Herrnhutu), Nízkém, Berlíně, Sarepetě, ve městě Bethlehem či Českém Rixdorfu. Do nové školy v Českém Rixdorfu byl v říjnu 1753 vybrán učitel Johan Weinbrenner z Gnadenfrei.

### Po roce 1945
Po skončení druhé světové války muselo Německo tuto část Slezska přenechat Polské republice a do německého Gnadenfrei přišli dosídlenci z polského východu (Lvovská oblast), kde byla hranice rovněž posunuta – ve prospěch Sovětského Svazu. Noví osadníci (římskokatoličtí Poláci) v roce 1946 německé i české bratrské obyvatelstvo vyhnali a obec přejmenovali na Zagórze, tu pak v roce1947 znovu přejmenovali na Piława Górna. Obec válkou neutrpěla velké škody, 25. dubna 1946 však došlo ke žhářskému útoku na protestantský kostel s hospodářskými budovami, které byly požárem zničeny.
V roce 1962 byla Piława Górna povýšena na město. Po pádu komunismu došlo v roce 1989 k privatizaci státních textilních společností a kamenolomů. V roce 2002 zde působilo kolem 120 společností na zpracování kamene, 27 textilních společností, 172 různých obchodních společností a 157 společností poskytujících služby. V okolí bylo asi 115 malých farem pěstujících většinou cukrovou řepu, řepku a obilí.

### Zajímavosti
Do roku 1945 byla obec Gnadenfrei nejdelší vesnicí v celém Německu.